# Nadine Zumkehr
Nadine Zumkehr (Frutigen, 5 de febrero de 1985) es una deportista suiza que compitió en voleibol, en la modalidad de playa.
Ganó una medalla de bronce en el Campeonato Europeo de Vóley Playa de 2009. Participó en dos Juegos Olímpicos de Verano, ocupando el noveno lugar en Londres 2012 y el quinto en Río de Janeiro 2016.

## Palmarés internacional
| Campeonato Europeo | Campeonato Europeo | Campeonato Europeo | Campeonato Europeo |
| Año                | Lugar              | Medalla            | Pareja             |
| ------------------ | ------------------ | ------------------ | ------------------ |
| 2009               | Sochi (Rusia)      | Medalla de bronce  | Simone Kuhn        |